# Sóstrato de Cnido

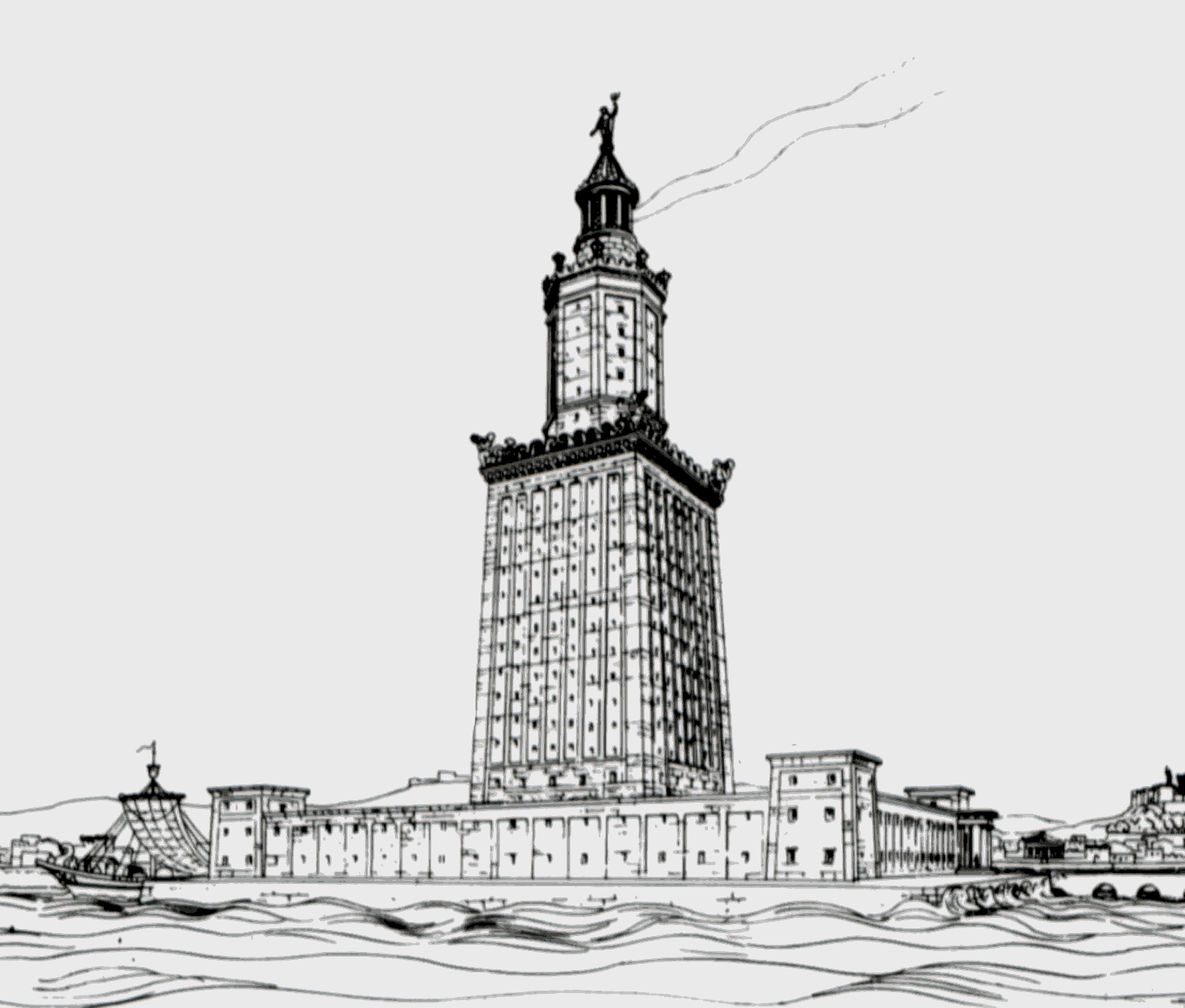
Dibujo del Faro de Alejandría, por el arqueólogo Hermann Thiersch (1909)

Sóstrato de Cnido (en griego: Σώστρατος Κνίδιος) fue un arquitecto e ingeniero griego del periodo helenístico (siglo III a. C.) que diseñó el mítico faro de Alejandría, una de las siete maravillas de la Antigüedad, hacia el 280 a. C. en la isla de Faros, cercana a Alejandría.
Era originario de Cnido (Caria, Asia Menor), e hijo de Dexífanes de Cnido, también arquitecto y constructor del Heptastadion, el puente que unía la isla de Faro con tierra firme. Fue uno de los personajes citados en las obras de Estobeo.

## Obras
- El Faro de Alejandría (280 a. C.): construido por orden de Ptolomeo I, fue considerado una de las Siete Maravillas del Mundo Antiguo. A pesar de que Ptolomeo II le prohibió firmarlo, Sóstrato inscribió en su base:

ΣΟΣΤΡΑΤΟΣ ΔΕΞΙΦΑΝΟΥ ΚΝΙΔΙΟΣ ΤΟΙΣ ΘΕΟΙΣ ΣΩΤΕΡΣΙΝ ΥΠΕΡ ΤΩΝ ΠΛΩΙΖΟΜΕΝΩΝ
«Sóstrato, hijo de Dexifanes de Cnido, en nombre de todos los marinos, a los dioses salvadores»; luego tapó la inscripción con mortero para ocultarla y escribió encima el nombre de Ptolomeo II.
- Los jardines colgantes del templo de Afrodita en Cnido: era un gran edificio con un jardín en la azotea, de una construcción similar a la de los Jardines Colgantes de Babilonia.[2][3]
- El foro de los cnidenses en Delfos (285 - 272 a. C.): era una gran sala de columnas, que servía como lugar de reunión para los cnidenses que se encontraban en la ciudad.
- Canales de desagüe del Nilo en Menfis: era un proyecto para drenar el cauce del Nilo, a petición de Ptolomeo II que tenía sitiada la ciudad.[4]

### Citas
1. ↑  Estrabón: Geographika. 17.1   Versión en la red. (en inglés y griego)
2. ↑   Plinio el Viejo: Naturalis Historia 36, 12, 18. Versión en la red. (en latín)
3. ↑  Luciano de Samosata: Libro XXXVIII Los Amores, ap. 11 Versión en la red. (en francés)
4. ↑  Luciano de Samosata: Historia Verdadera Versión en la red. (en griego)